# Ханс Хайнрих VI фон Хохберг
Ханс Хайнрих VI фон Хохберг (на немски: Heinrich VI Graf von Hochberg; * 22 април 1768 в дворец Фюрстенщайн (Zamek Książ), Силезия; † 7 май 1833) е граф на Хохберг, фрайхер на Фюрстенщайн.
Той е син на син на граф Ханс Хайнрих V фон Хохберг, фрайхер фон Фюрстенщайн (1741 – 1782) и съпругата му графиня Кристина Хенриета Луиза фон Щолберг-Щолберг (1738 – 1776), дъщеря на граф Кристоф Лудвиг II фон Щолберг-Щолберг (1703 – 1761) и графиня Луиза Шарлота фон Щолберг-Росла (1716 – 1796).
През 1509 г. замъкът Фюрстенщайн отива чрез залагане на Конрад I фон Хоберг. Родът от Силезия се нарича по-късно Хохберг. През 1605 г. Фюрстенщайн става наследствена собственост на род фон Хохберг, който е издигнат през 1650 г. на фрайхерен/барони, 1666 г. на графове и 1683 г. на имперски графове.
През 1791 г. Ханс Хайнрих VI фон Хохберг обединява цялата собственост на „старата линия Фюрстенщайн“, а неговият син Ханс Хайнрих X фон Хохберг (1806 – 1855) става 1. княз на Княжество Плес.

## Фамилия
Ханс Хайнрих VI фон Хохберг се жени на 21 май 1791 г. в Плес (Пшчина) за принцеса Анна Емилия фон Анхалт-Кьотен-Плес (* 20 май 1770 в Плес/Пшчина; † 1 ноември 1830, Фюрстенщайн), наследничка на господството Плес, единствената дъщеря на княз Фридрих Ердман фон Анхалт-Кьотен-Плес (1731 – 1797) и графиня Луиза Фердинанда цу Щолберг-Вернигероде (1744 – 1784).
Те имат децата:
- Луиза фон Хохберг-Фюрстенщайн (* 27 февруари 1804; † 2 януари 1851), омъжена на 1 октомври 1827 г. за граф Едуард фон Клайст, фрайхер цу Цюцен (* 2 ноември 1795; † 21 март 1852), син на Леополд фон Клайст (1752 – 1830) и Августа Фридерика фон Клитцинг (1779 – 1801)
- Шарлота фон Хохберг-Фюрстенщайн (* 2 декември 1806; † 14 март 1882, Дрезден), омъжена на 16 юни 1835 г. за граф Фридрих фон Щолберг-Вернигероде (* 17 януари 1804, Берлин; † 5 януари 1865, Петерсвалдау), син на граф Фердинанд фон Щолберг-Вернигероде (1775 – 1854) и графиня Мария Агнес Каролина фон Щолберг-Щолберг (1785 – 1848)
- Ханс Хайнрих X фон Хохберг (* 2 декември 1806, Берлин; † 20 декември 1855, Берлин), граф на Хохберг, 1. княз на Плес, пруски княз на 15 октомври 1850 г., индустриалец, пруски генерал, женен I. на 6 юни 1832 г. в Котцен за Ида фон Щехов (* 25 март 1811, Берлин; † 30 септември 1843, Луцерн), II. на 29 януари 1848 г. за Аделхайд фон Щехов (* 25 септември 1807, Котцен; † 24 август 1868, Дцивентлине до Нойшлос), сестра на първата му съпруга Ида
- два сина

## Галерия
- Герб на князете фон Плес, графовете фон Хохберг, фрайхерен цу Фюрстенщайн
- Дворец Плес